# Pace nei campi
Pace nei campi è un film del 1970 diretto da Jacques Boigelot. Fu candidato all'Oscar al miglior film straniero.

## Trama
Il film, ambientato nel 1925,  racconta la storia di Stanne Vanasche, un contadino fiammingo del Pajottenland, sospettato di aver ucciso sua moglie vent'anni prima. Anche se all'epoca venne dichiarato innocente, la famiglia della donna nutre ancora un grande sentimento di vendetta nei confronti di Stanne. Tuttavia, il figlio di Stanne si innamora della sorella minore della donna morta. Il matrimonio è ovviamente proibito da entrambe le famiglie, ma poi Stanne improvvisamente ha dei problemi con la coscienza.